# Herbert Hoover

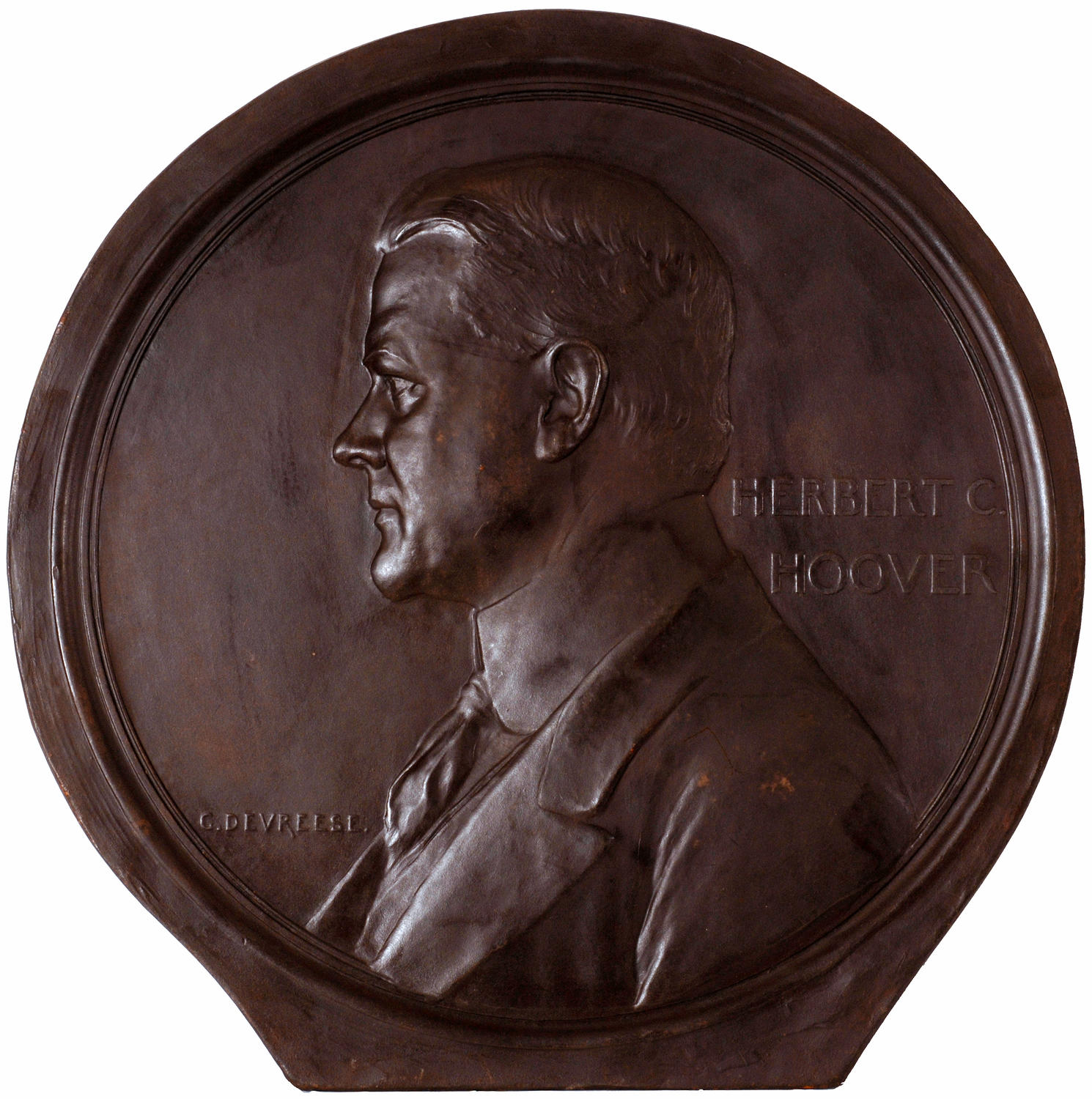
Medaille van Devreese Godefroi met Herbert Hoover geportretteerd.

Herbert Clark Hoover (West Branch, Iowa, 10 augustus 1874 – New York, New York, 20 oktober 1964) was de 31e president van de Verenigde Staten van 1929 tot 1933. Daarvoor was Hoover al beroemd door zijn humanitaire acties tijdens de Eerste Wereldoorlog, in het bijzonder door voedselhulp aan het bezette België. Van 1921 tot 1928 was hij minister van Economische Zaken onder president Warren G. Harding en na diens dood onder opvolger Calvin Coolidge. Als president werd hij geconfronteerd met een zware economische crisis die bekend zou raken als de Grote Depressie. Daardoor verloor Hoover zijn herverkiezing in 1932.

## Familie en achtergrond
Herbert Hoover werd geboren in West Branch te Iowa. Zijn familie behoorde tot de Quakers. Zijn ouders waren Jesse Hoover en Hulda Minthorn. Zijn vader overleed in 1880, zijn moeder in 1884.
In november 1885 stapte de 11-jarige "Bert" Hoover op een trein richting het westen, naar Newberg (Oregon). Hij had twintig cent bij zich, die in zijn kleren genaaid waren, en ook een mand vol lekkers van zijn tante Hannah. Bij aankomst werd hij opgewacht door zijn oom John Minthorn, een dokter en schoolinspecteur die Hoover zich later herinnerde als "een op het eerste gezicht strenge man, maar zoals alle Quakers een ruwe bolster met een blanke pit". Als loopjongen bij zijn ooms Oregon Land Company leerde hij boekhouden en typen en volgde hij avondlessen bedrijfskunde. Dankzij een onderwijzeres, mevrouw Jane Grey, kreeg hij aandacht voor schrijvers als Charles Dickens en Sir Walter Scott. Dickens' "David Copperfield", het verhaal over een wees die ook zichzelf moest zien te redden in de wereld, zou altijd een favoriet blijven.

## Opleiding
In het najaar van 1891 ging Hoover geologie studeren aan de nieuwe Stanford-universiteit te Palo Alto in Californië. Hij deed meer buiten de collegebanken dan erin, managede honkbal- en Americanfootballteams, begon een wasserette en runde een sprekersagentschap. Hij zocht de steun van andere minderbedeelde jongens tegen de bestuurders van de campus en werd met enige tegenzin gekozen tot student-penningmeester van het "Barbaren"-programma - een functie waarin hij een schuld van $2.000 van de studentenvereniging saneerde.
Hoover verdiende zijn collegegeld door typewerk te doen voor professor John Casper Branner, die hem ook een zomerbaan bezorgde als cartograaf van het berggebied Ozark in Arkansas. In Branners geologielab ontmoette hij ook Lou Henry, de in 1874 geboren dochter van een bankier. Lou hield, net als haar mede-Iowaan, van de buitenlucht en was even zelfstandig als hij. "Wat anderen over je denken is niet zo belangrijk als wat je van binnen voelt", vertelde ze vrienden van de universiteit.
Hoover studeerde in mei 1895, drie maanden voor zijn 21e verjaardag, af. Hij verliet Stanford met $40 dollar op zak en zonder vooruitzichten op een baan. Hij nam meer van zijn alma mater op het boerenland mee dan een academische graad; Stanford had Hoover een identiteit gegeven, een beroep en een toekomstige echtgenote. Stanford werd voor de wees uit West Branch vooral een surrogaatfamilie, een plek om naar terug te keren.
In 1899 trouwde hij zijn Stanford-liefde Lou Henry. Ze vertrokken naar China, waar hij voor een particuliere onderneming werkte als China's voornaamste mijnbouwkundige. In juni 1900 kwamen de Hoovers in Tianjin vast te zitten door de Bokseropstand. Ruim een maand lag het stadje onder vuur. Terwijl zijn vrouw in het ziekenhuis werkte, gaf hij leiding aan het opwerpen van barricades en eenmaal riskeerde hij zijn leven om een aantal Chinese kinderen te redden.
Na dit avontuur vertrok het echtpaar naar Australië. Hoover ging daar aan het werk om de mijnbouw in West-Australië op te zetten en ontwikkelde een systeem van mijnbouw dat heden ten dage nog in gebruik is. Hij verdiende er een aanzienlijk fortuin. In 1912 vertaalde hij samen met zijn vrouw het klassieke renaissancewerk van de Duitse geleerde Georgius Agricola over mijnbouw: "De Re Metallica" uit het Latijn. Tot op heden geldt dit werk als een van de standaardwerken over mijnbouw en zijn vertaling wordt nog steeds herdrukt.

## Hoovers filantropische jaren
Hoover vond toen dat hij wel genoeg geld had verdiend; vanuit zijn Quaker-geloof zocht hij een manier om medemensen van dienst te zijn. In augustus 1914 kwam daarvoor een goede gelegenheid. Door het uitbreken van de Eerste Wereldoorlog strandden 120.000 Amerikanen in Europa, zonder geld.

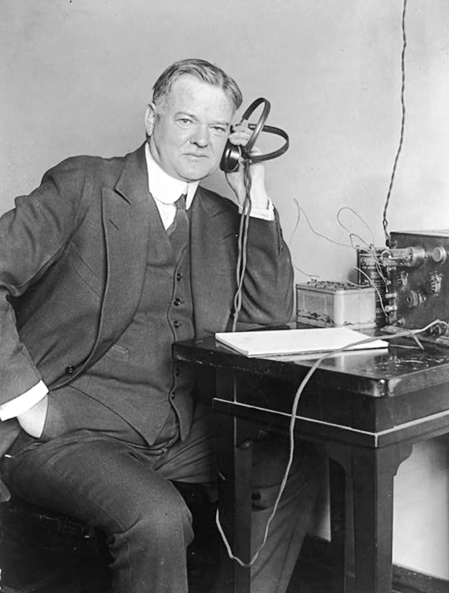
Hoover luistert naar de radio in 1925

Op 3 augustus ontving Hoover een urgent verzoek om hulp van de Amerikaanse ambassadeur in Londen, Walter Hines Page. Binnen 24 uur werden 500 vrijwilligers opgetrommeld en werd de Grote Balzaal van het Savoy Hotel omgebouwd tot kantine en distributiecentrum voor voedsel, kleding, kaarten voor de stoomboot en contanten. "Ik realiseerde het me toen niet, maar op 3 augustus 1914 was mijn carrière als ingenieur voorbij; ik had me op het hellende vlak van het openbare leven begeven."
Gedurende de weken daarop verstrekte Hoover hulp om thuis te komen aan iedereen, van Chief White Feather uit Pawhuska (Oklahoma) tot met juwelen omhangen weduwen. Toen één mevrouw boos eiste dat er een geschreven verklaring zou komen dat haar schip niet midden op de oceaan door een Duitse U-boot zou worden getorpedeerd, ondertekende hij onmiddellijk.
Samen met negen ingenieursvrienden leende Hoover wanhopige reizigers in totaal anderhalf miljoen dollar. Op $400 na werd het allemaal terugbetaald, wat het vertrouwen van de Grote Ingenieur in het Amerikaanse karakter verstevigde. "Het verschil tussen dictatuur en democratie," zo mocht Hoover graag zeggen, "is simpel: dictators organiseren van de top neerwaarts, democraten van de bodem naar boven."
In het najaar van 1914 werd België - dat vastzat tussen Duitse bajonetten en Britse blokkades - bedreigd door hongersnood. Hoover was tijdens zijn verblijf in China bevriend geraakt met de Belgische diplomaat en ondernemer Emile Francqui, die inmiddels aan de leiding stond van de Generale Maatschappij van België. Hij vroeg Hoover een nooit eerder vertoonde humanitaire hulpoperatie op te zetten voor het kleine koninkrijk, dat voor 80 procent van zijn voedselvoorziening afhankelijk was van import. Hiervoor zou hij een carrière als de meest aanzienlijke mijnbouwkundige ter wereld op moeten geven. Hij piekerde een aantal dagen over het verzoek en zei uiteindelijk tegen een vriend "laat het fortuin naar de hel lopen". Hij nam de immense taak onder twee voorwaarden aan: dat hij geen loon zou ontvangen, maar wel volledige vrijheid in de organisatie en het bewind van wat de Commission for Relief in Belgium zou gaan heten.
De Commission werd in feite een onafhankelijke republiek van humanitaire hulp, met een eigen vlag, marine, fabrieken en spoorlijnen. Het budget van $12 miljoen per maand kwam uit vrijwillige donaties en overheidssteun. Meer dan eens deed Hoover publiekelijk toezeggingen voor veel meer geld dan hij feitelijk had. Hij bedreef een soort pendeldiplomatie, want hij stak 40 keer de Noordzee over om de oorlogvoerende mogendheden in Londen en Berlijn over te halen om noodhulp door te laten voor de oorlogsslachtoffers. Hij leerde de Belgen, die maïzena als veevoer beschouwden, om maïsbrood te eten. Alles bij elkaar heeft de Commission zo'n tien miljoen mensen van de hongerdood gered.
Elke dag bracht nieuwe crises. De Britten onderzochten aantijgingen dat Hoover voor de vijand spioneerde. Duitsland deporteerde jeugdige medewerkers van de Commission, onder wie een majoor van het Leger des Heils, om dezelfde redenen. In de VS wilde senator Henry Cabot Lodge Hoover vervolgen wegens het heulen met de vijand. Theodore Roosevelt beloofde echter om Lodge in bedwang te houden. Hij deelde Hoover mee dat "de moed van een politicus groter is in zijn kantoor dan in de krant".
Ondanks de obstakels bleef Hoover volhouden, kocht hij rijst aan in Birma, Argentijnse maïs, Chinese bonen en Amerikaanse bloem, vlees en vetproducten. Lang voor de Wapenstilstand van 1918 was Hoover een internationale held die, volgens ambassadeur Walter Hines Page, "zijn carrière begonnen is in Californië en zal beëindigen in de hemel".
Toen de Verenigde Staten aan de oorlog gingen deelnemen, stelde president Woodrow Wilson Hoover aan als hoofd van de Voedsel Administratie (Food Administration). Hij slaagde erin om de binnenlandse consumptie van voedingsmiddelen die ook overzee nodig waren terug te dringen zonder het in Amerika op de bon te zetten en voorzag de geallieerden zo toch van een goed maal.
Na de wapenstilstand organiseerde Hoover, lid van de Hoge Economische Raad en hoofd van de American Relief Administration, voedselzendingen voor de miljoenen hongerigen in Centraal-Europa. Hij bood in 1921 hulp aan het door honger getroffen Rusland, dat inmiddels in de macht van de bolsjewieken was. Toen een criticus hierop vroeg of hij zo het bolsjewisme niet ondersteunde, antwoordde Hoover boos: "Twintig miljoen mensen sterven van de honger. Wat hun politiek ook is, zij zullen gevoed worden!"

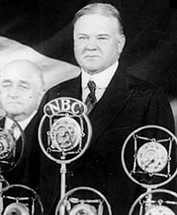
Hoover op campagne in 1932

## Presidentschap

### Samenvatting
Toen de Republikein Warren Harding in maart 1921 president werd, benoemde hij Hoover tot minister van economische zaken. Ook onder Calvin Coolidge behield hij deze post. Hij was zo aanwezig in Washington dat hij spottend werd genoemd de "minister van economische zaken en onderminister van alle andere ministeries." Hij bevorderde de ontwikkeling van het luchtverkeer en van de radio, en maakte plannen voor de wederopbouw na de watersnood rond de Mississippi van 1927. In 1928 nam hij ontslag om campagne te gaan voeren als Republikeins kandidaat voor het presidentschap. Hij versloeg in november van dat jaar de katholieke gouverneur van New York Al Smith. Als running mate had hij Charles Curtis gekozen, de eerste senator van Indiaanse afkomst.
Tijdens zijn ambtsperiode had Hoover vooral te maken met de Grote Depressie, het gevolg van de beurskrach van New York, op 24 oktober 1929. Hij trachtte de economie uit het slop te halen door de instelling van overheidsfondsen, waar zakenlieden en boeren gemakkelijk leningen konden afsluiten. Deze en andere maatregelen hadden niet het gewenste effect.

### Aanloop
Na zeer capabel gediend te hebben als minister van Economische Zaken onder de presidenten Warren Harding en Calvin Coolidge en de leiding genomen te hebben in de noodhulp na de grote overstromingen van de Mississippi in 1927, werd Hoover in 1928 kandidaat van de Republikeinse partij voor het presidentschap van de Verenigde Staten. Hij zei toen: "Wij hier in Amerika zijn nu dichter bij de eindoverwinning op armoede dan enig land ooit in de geschiedenis van de wereld". Hij stimuleerde de bevolking zo veel mogelijk actief deel te nemen aan de economische groei en vooral ook te investeren in aandelen ("Iedere maand een klein bedrag", was zijn advies). Binnen een paar maanden na zijn aantreden volgde de beurskrach van 1929 en stortte de economie in, waarmee de Grote Depressie werd ingeluid. Zijn kandidaatstelling voor het presidentschap bleek voor Herbert Hoover, die tot dan toe geen fouten leek te kunnen maken, zijn slechtste carrièrestap te zijn.
Na de krach kondigde Hoover aan dat hij weliswaar de staatsuitgaven in balans zou houden, maar toch de belastingen zou verlagen en de uitgaven aan openbare werken op zou voeren. Hij tekende echter de Hawley-Smoot Tariff Act, die de invoerrechten op 20.000 belastbare producten opschroefde. Deze wet wordt vaak als oorzaak gezien voor het verergeren van de Depressie en wordt ook vaak gezien als Hoovers grootste politieke blunder. Het inperken van de hoeveelheid geld in vrije omloop door de regering-Hoover (uit vrees voor inflatie) wordt door moderne economen ook gezien als een tactische fout.
Hoovers minister van Financiën was overigens Andrew Mellon, die was overgestapt uit de regering-Coolidge.

### Hoover en de economie

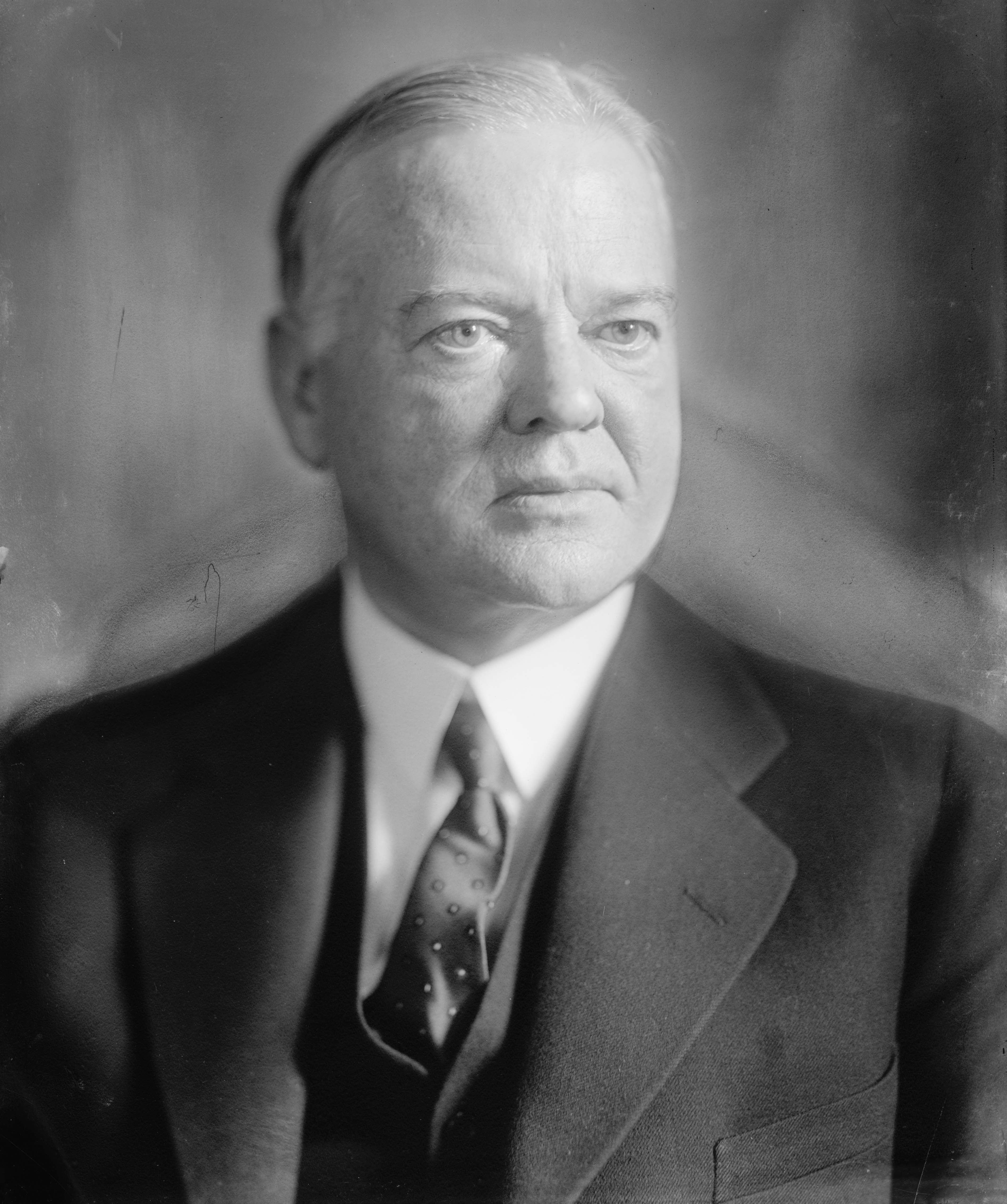
Portret

Herbert Hoover is een van de minst begrepen en meest verketterde presidenten uit de geschiedenis van de Verenigde Staten. Politiek gekleurde aantijgingen dat hij een "laissez-faire" president was die niet van zijn stoel wilde komen om iets aan de economie te doen, blijven tot op de dag van vandaag opgang doen, ondanks duidelijk bewijs van het tegendeel. Dankzij Hoovers ervaringen in de Eerste Wereldoorlog geloofde hij er heilig in dat de overheid de middelen had om het leven van mensen op een positieve manier te beïnvloeden. Het resultaat hiervan was dat Hoover niet alleen toenadering tot het Amerikaans Congres zocht om de economie aan te pakken, maar dat hij ook zijn uitvoerende macht gebruikte om verschillende programma's op te zetten en hervormingen door te voeren.
De volgende lijst is een samenvatting van een aantal stappen die Hoover, ook bekend als "de vergeten progressief", ondernam om de economie te ondersteunen en het lijden van het Amerikaanse volk te verhelpen.
1. Hij tekende de Emergency Relief and Construction Act, de eerste bijstandswet van de federale overheid
2. Hij voerde de uitgaven aan publieke werken op, onder andere door:
  - een verzoek aan het Congres voor $400 miljoen extra voor het federale bouwprogramma
  - een directief aan het ministerie van handel in december 1929 om een Publieke Bouwdivisie op te zetten
  - extra subsidies voor scheepsbouw door de Federale Raad voor de Scheepvaart
  - het aansporen van de gouverneurs van de staten om hun publieke werken op te voeren (hoewel weinige hieraan gehoor gaven)
3. Hij tekende de Federal Home Loan Bank Act die het Federal Home Loan Banking System in het leven riep om burgers bij te staan in het verkrijgen van leningen voor de aanschaf van een eigen woning
4. Hij voerde de subsidies voor de boeren (die het zeer moeilijk hadden) op
5. Hij zette de President's Emergency Relief Organization op om lokale, private hulporganisaties te organiseren met als resultaat ruim 3000 noodhulpcomités door de hele VS heen
6. Hij spoorde bankiers aan om de National Credit Corporation op te zetten om banken bij te staan die in financiële nood verkeerden om zo de fondsen van mensen met bankrekeningen veilig te stellen
7. Hij spoorde bedrijven actief aan om tijdens de Grote Depressie de lonen hoog te houden. Veel zakenlieden, met name Henry Ford, verhoogden de lonen van werknemers (of hielden ze gelijk) aan het begin van de Depressie in de hoop dat het voorzien van werknemers van veel geld de economische malaise tot staan zou brengen.
8. Hij tekende de Reconstruction Finance Act. Deze wet riep de Reconstruction Finance Corporation in het leven die leningen aan staten verstrekte voor publieke werken en noodhulp. Ook verstrekte de organisatie leningen aan banken, spoorlijnen en boerenleenbanken.
9. Hij verhoogde invoertarieven om Amerikaanse banen te behouden. Na hoorzittingen van het Ways and Means-comité stemde het Congres in met wetgeving die Hoover ondertekende, ondanks enige aarzeling. Het effect van deze Hawley-Smoot Tariff Act was een globale handelsoorlog, die vaak gezien wordt als reden voor het verergeren van de Depressie. Tegenwoordig wordt dit gezien als een klassiek voorbeeld van goedbedoeld handelen van de overheid dat een zwaar negatieve impact heeft.

Om al deze maatregelen te kunnen betalen stemde Hoover in met de stevigste belastingverhoging ooit in de Verenigde Staten. De Revenue Act van 1932 verhoogde de inkomstenbelasting voor de hoogste inkomens van 25% tot 63%; de onroerendgoedbelasting en ondernemersbelasting gingen met bijna 15% omhoog. Hoover spoorde het Congres ook aan om de New York Stock Exchange onder de loep te nemen; deze druk resulteerde in een aantal hervormingen.
Ondanks deze maatregelen en rigoureus ingrijpen van Hoovers opvolger FDR verbeterde de economie niet. In 1937-38 vond een zware recessie plaats (die sommige economen zelfs als een depressie bestempelen) en de economie had het moeilijk tot in de jaren 40 (de werkloosheid viel pas in 1942 terug tot onder de 9,9%).

### Palestina
Hoover had een isolationistisch standpunt tijdens de pogroms van 1929 , de eerste ernstige crisis in het buitenlands beleid van zijn presidentschap. Hij kwam niet tussenbeide om de Palestijnse joden te beschermen, noch zette hij de Britten onder druk om dat te doen. Hij bleef wel  "standvastig in zijn steun voor de opbouw van zionistisch-Joods Palestina". In 1928 had Hoover het werk van de zionistische kolonisten bij het transformeren van Palestina, geprezen dat, naar zijn woorden, "eeuwenlang verlaten en verwaarloosd" was gebleven. Als president stuurde hij steunbetuigingen naar de Zionist Organization of America en naar het American Palestine Committee, een christelijk-zionistische organisatie, toen deze werd opgericht.

### Het Bonus Army Incident
In juli 1932 demonstreerden veteranen van de Eerste Wereldoorlog en hun gezinnen in Washington D.C. om een "bonus" onmiddellijk uitbetaald te krijgen die hen door de Bonus Act van 1924 beloofd was, om uitbetaald te worden in 1945. Hoover zette het leger in om de ongenode gasten uit het Capitool te verwijderen en kreeg stevige kritiek te verduren omdat dit waarschijnlijk een overtreding van de Posse Comitatus Act van 1878 was.

## Na zijn presidentschap
Hoovers politieke tegenstanders in het Congres, die hij ervan verdacht zijn programma's tegen te werken om politieke redenen, schilderden hem af als een wrede en gevoelloze president.
Hoover leed een zware nederlaag bij de verkiezingen van 1932 en werd in maart 1933 opgevolgd door de Democraat Franklin D. Roosevelt. Hoewel hij onmiddellijke steun uitsprak voor de president in diens pogingen om de economie vlot te trekken, werd Hoover wel een felle criticus van de New Deal en waarschuwde hij herhaaldelijk tegen een te grote rol van de overheid. Hij legde zijn angsten neer in zijn boek The Challenge to Liberty, waarin hij fascisme, communisme en socialisme beschrijft als vijanden van de traditionele Amerikaanse vrijheden.
In maart 1947 keerde Hoover zich tegen het Morgenthauplan en luidde hij, vooralsnog met economische argumenten, de noodklok over de hongersnood in het bezette Duitsland. Daarna trad langzaam een verandering in: er werden CARE-pakketten voor hongerende Duitse kinderen samengesteld. Volgens Hoover zou de reductie van Duitsland tot een bezette geïsoleerde landbouwstaat "25 miljoen van hen [Duitsers]" het leven kosten.
Hij had op een bepaalde manier oog voor het lot van de Palestijnen en in december 1945 had hij een plan dat hij voor Palestina had bedacht voor gelegd aan de Anglo-American Committee of Inquiry on Palestine. Hoover stelde dat zijn plan voordelig zou zijn voor zowel de Joden als de Arabieren. Het zou een oplossing bieden voor “de Palestijnse kwestie” en de mogelijkheden zeer vergroten van Palestina als toevluchtsoord voor Joden. Zijn voorstel kwam hierop neer: de Arabische bevolking van Palestina zou worden verhuisd naar Irak met de impliciete aanname dat deze transfer vrijwillig zou zijn. De commissie was het ermee eens dat het plan nauwkeurige bestudering verdiende.
In 1949 kreeg dit Hoover-plan, met het ontstaan van het probleem van honderdduizenden Palestijnse vluchtelingen, voor hem bijzondere urgentie. Hoover schreef het Witte Huis dat de vluchtelingen “in een deplorabele situatie verkeren” en in Irak zouden kunnen worden opgenomen. Zijn Irak-plan zou de definitieve oplossing betekenen voor deze ongelukkige mensen, zo meende hij, en het zou de economie van dat land versterken. De Amerikaanse regering nam het plan niet over.
Ook in 1947 stelde president Harry S. Truman Hoover aan als lid van een commissie (die hem als voorzitter koos) om de presidentiële departementen te hervormen. Door president Dwight D. Eisenhower werd hij in 1953 aangesteld als lid van een dergelijke commissie. Vele besparingen resulteerden uit de voorstellen van beide commissies. Door de jaren heen schreef Hoover vele artikelen en boeken; aan een van deze was hij bezig toen hij in oktober 1964 in New York op 90-jarige leeftijd overleed aan darmkanker. Hij werd begraven op het terrein van zijn presidentiële bibliotheek, die twee jaar daarvoor geopend was in zijn geboorteplaats West Branch, Iowa. Naast hem werd zijn vrouw Lou, die in 1944 al overleden was, herbegraven.
De Hooverdam is naar hem vernoemd.

## Bekende uitspraak
- "Echt, Amerikaans liberalisme ontkent het wezen van socialisme" – uit The Challenge to Liberty, p.57

## Aanstellingen aan het Amerikaanse Hooggerechtshof
- Charles Evans Hughes - 1930
- Owen Josephus Roberts - 1930
- Benjamin Nathan Cardozo - 1932

## Kabinetsleden onder Hoover
| Kabinetsleden    | Ministerie         | Periode     | Bijzonderheden                                            |
| ---------------- | ------------------ | ----------- | --------------------------------------------------------- |
| Henry Stimson    | Buitenlandse Zaken | 1929 - 1933 | Minister van Defensie onder Taft, F.D. Roosevelt + Truman |
| Roy Wilbur       | Binnenlandse Zaken | 1929 - 1933 |                                                           |
| James Good       | Oorlog             | 1929        |                                                           |
| Robert Lamont    | Economische Zaken  | 1929 - 1932 |                                                           |
| Andrew Mellon    | Financiën          | 1929 - 1932 |                                                           |
| William Mitchell | Justitie           | 1929 - 1933 |                                                           |
| Arthur Hyde      | Landbouw           | 1929 - 1933 |                                                           |
| Charles Adams    | Marine             | 1929 - 1933 |                                                           |
| Walter Brown     | Posterijen         | 1929 - 1933 |                                                           |
| James J. Davis   | Arbeid             | 1929 - 1930 | Idem onder Coolidge + Harding                             |
| Patrick Hurley   | Oorlog             | 1924 - 1925 |                                                           |
| William Doak     | Arbeid             | 1930 - 1933 |                                                           |
| Roy Chapin       | Economische Zaken  | 1932 - 1933 |                                                           |
| Ogden Mills      | Financiën          | 1932 - 1933 |                                                           |